# Pilar Sepúlveda Souvrier
Pilar Sepúlveda Souvrier (Baza, 1898 - Guadix, 1995) fue una pintora y fotógrafa española.

## Biografía
Fue la primera mujer accitana de la que se tienen referencias en disciplinas artísticas varias. Durante su infancia y juventud en Baza, aprendió técnicas de jardinería, repostería y bordado. Junto a su hermana Dolores, creó incluso sus propios chapines (zapatos de tela).
Contrajo matrimonio con Jesús Valverde Gómez, pintor y fotógrafo accitano. Comenzó a interesarse por las disciplinas artísticas de su familia política: empezó a pintar, colaborando con su marido en la realización de numerosos cuadros ubicados en los distintos templos de la ciudad accitana, y ayudó en el estudio de fotografía, donde destacó como retocadora de fotos. No tenía un estilo artístico definido, pero en opinión de Juan Polo García quizá se aproxima a una corriente denominada «ingenuismo» dada su sencillez y amor por la naturalidad.
Obras destacadas son la producción de retratos al óleo de familiares y conocidos, y copias de artistas famosos, como El albañil herido de Goya, que realizó en óleo y bordado en seda, o el Cristo crucificado de Velázquez, en una reproducción de más de dos metros de altura.